# Магалтадзе, Виктор Константинович
Виктор Константинович Магалтадзе (род. 1923, Баку) — советский футболист, нападающий; тренер.

## Биография
Виктор Магалтадзе родился в 1923 году в городе Баку (сейчас в Азербайджане).
Участвовал в Великой Отечественной войне.
Играл в футбол на позиции нападающего. В 1950 году выступал за бакинский «Нефтяник», провёл 15 матчей в чемпионате СССР, забил 3 мяча. В 1951 году продолжал играть за команду в классе «Б», провёл 21 матч, забил 7 голов.
В 1952—1953 годах защищал цвета московского ВМС в классе «Б». В сезоне-52 сыграл 9 матчей, забил 1 мяч. Кроме того, в 1953 году играл в бакинском «Динамо», выступавшем в чемпионате Азербайджанской ССР.
В 1954 году вернулся в «Нефтяник», сыграл в классе «Б» 19 поединков, забил 1 гол.
В 1955—1956 годах был игроком пятигорского «Химика», выступавшего в чемпионате РСФСР.
В 1957 году защищал цвета ставропольских «Трудовых резервов», провёл 16 матчей в классе «Б».
По окончании игровой карьеры стал тренером. В 1966 году тренировал «Труд» из Лермонтовcкого, который привёл к победе в чемпионате Ставропольского края.
Награждён орденом Славы 3-й степени (30 мая 1945), медалью «За отвагу» (9 апреля 1944).